# Basel II
Basel II er et sæt af finansielle regler introduceret af Basel-komitéen (BCBS) i 2004. Basel II-akkorden afløste Basel I fra 1988 for at skabe en international standard for bankregulering. 
Som en følge af Finanskrisen 2007-2010 er Basel II nu på vej til at blive afløst af et nyt regelsæt, Basel III.
Navnet kommer efter Basel-komitéen, der er baseret i Basel, Schweiz.